# Egeskov Kirke
Egeskov Kirke (der også går under navnet Vejlby Kirke) ligger i den vestlige udkant af landsbyen Egeskov ca. fem km nord for Fredericia i Region Syddanmark.
Kirken er opført som en landsbykirke i romansk stil med skib og kor fra midten af 1100-tallet. Dens tårn og våbenhus blev opført på et senere tidspunkt. På nordsiden ses den nu tilmurede kvindedør.
Under Karl Gustav-krigene blev også Egeskov-egnen hærget af svenskerne. I denne forbindelse blev alt kirkens inventar, med undtagelse af det store krucifiks, enten ødelagt eller brændt af. Desuden blev bl.a. kirkens sølvtøj stjålet og ført til Sverige som krigsbytte.

## Eksterne kilder og henvisninger
- Egeskov Kirkes hjemmeside Arkiveret 27. oktober 2012 hos  Wayback Machine
- Egeskov Kirke hos KortTilKirken.dk
- Egeskov Kirke på danmarkskirker.natmus.dk (Danmarks Kirker, Nationalmuseet)

- Wikimedia Commons har flere filer relateret til Egeskov Kirke